# Saturn (компания)
Saturn — подразделение американского концерна General Motors, основанное 7 января 1985 года на волне успеха японских автомобилей в США. За свою недолгую историю Saturn была весьма независима от материнской компании — имела собственную сборочную линию в Спринг Хилл, штат Теннесси, а также отдельную сеть розничной торговли. Официальный слоган компании — «Different Kind of Car Company» («Автопроизводитель, не похожий на других»).
После срыва сделки о покупке Saturn группой компаний Penske в сентябре 2009 года, General Motors заявил о прекращении выпуска автомобилей этой марки. 31 октября 2010 года стал последним днём в истории компании.

## История компании

### 1982—1990
Впервые о Saturn, как марке революционно новых, небольших автомобилей заговорили в июне 1982 года. Окончательно идея марки была сформирована к концу 1983 года и обнародована председателем совета директоров GM — Роджером Смитом (Roger B. Smith) и президентом концерна — Джеймсом Макдональдом (F. James McDonald). 12 месяцев спустя был собран первый автомобиль под маркой Saturn. Официально компания была основана 7 января 1985 года.

### 1990—2000

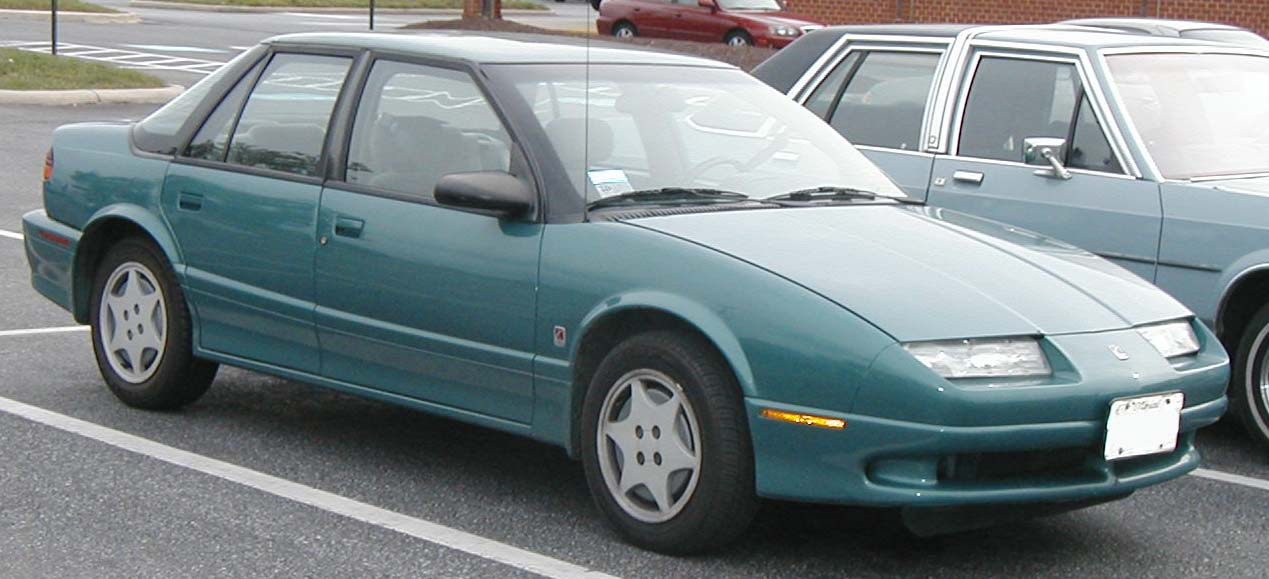
Saturn S-Series

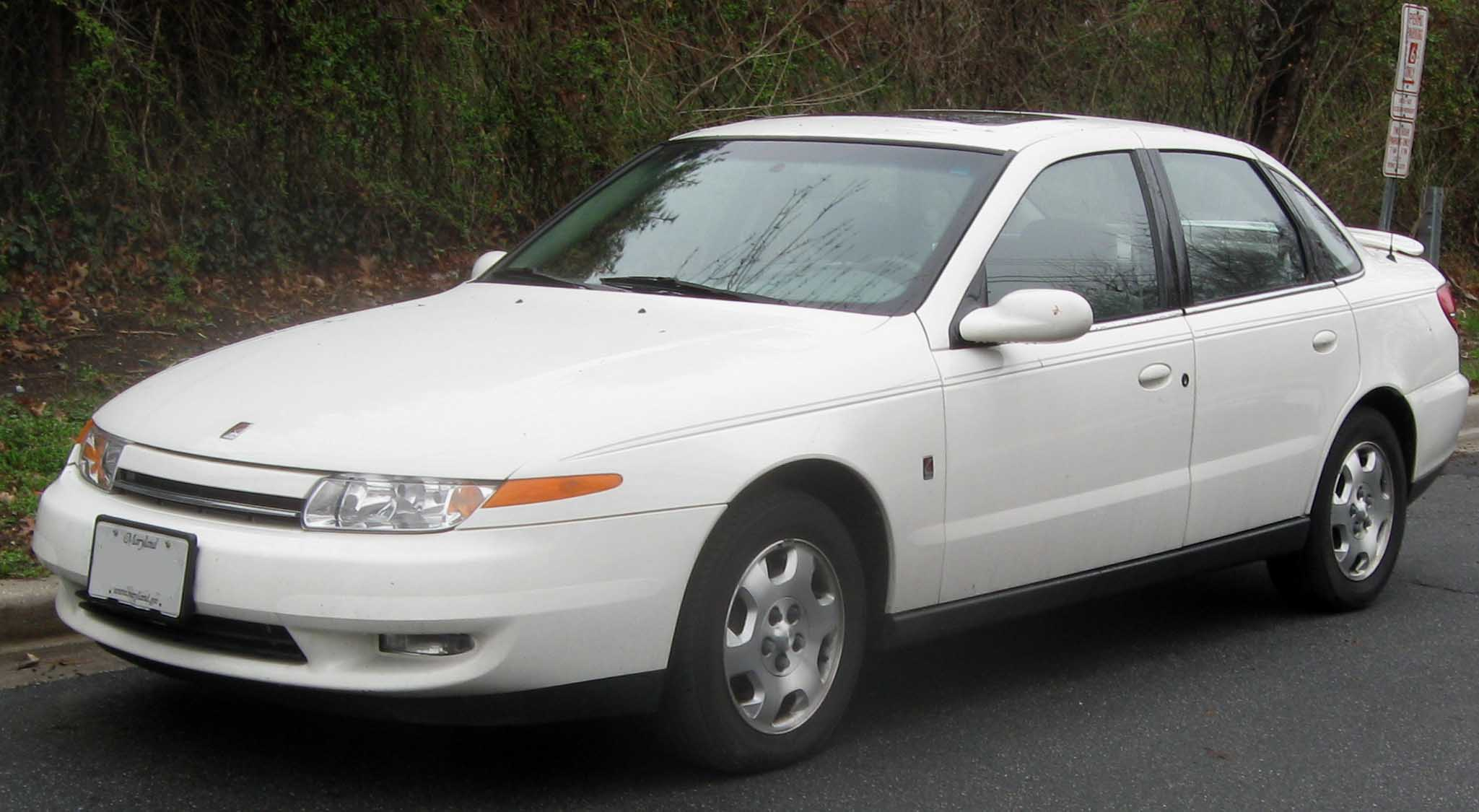
Saturn L-Series

В июле 1990 года, председатель совета директоров GM — Роджер Смит, и президент United Auto Workers — Оуэн Бибер (Owen Bieber) проехались на первом сошедшем с конвейера в Спринг Хилл, автомобиле Saturn. Показатели компании были неоднозначными. По данным The Wall Street Journal проект был слишком амбициозным. Несмотря на то, что автомобили марки Saturn оказались очень популярны среди покупателей, количество проданных машин было непомерно мало в сравнении с оптимистичными прогнозами, в частности из-за рыночного спада в 1990 году. Этот факт вызывал недовольство в рядах правления General Motors. Получалось, что производство автомобилей Saturn более затратно, чем открытие заводов японских автопроизводителей на территории США.
Тем не менее модели семейства Saturn S-Series, имевшие кузов из пластиковых панелей, пользовались спросом. В 1991 году автомобили этой марки пришли на канадский рынок. К 1993 году было продано 500 тысяч автомобилей (полумиллионный автомобиль получил название Карла (Carla)). К маю 1995 года был продан миллион автомобилей (юбилейному авто присвоили имя Джаспер (Jasper)). В 1996-м году в продаже появился электромобиль Saturn EV1, который спустя 10 лет стал предметом документального фильма «Кто убил электромобиль?». Практически все EV1 были отозваны и уничтожены GM в 2005 году. В 1997 году Saturn вышла на японский рынок. К 1999 году было собрано два миллиона автомобилей. Годом позже Saturn начала производство новых Saturn L-Series.

### 2000—2010

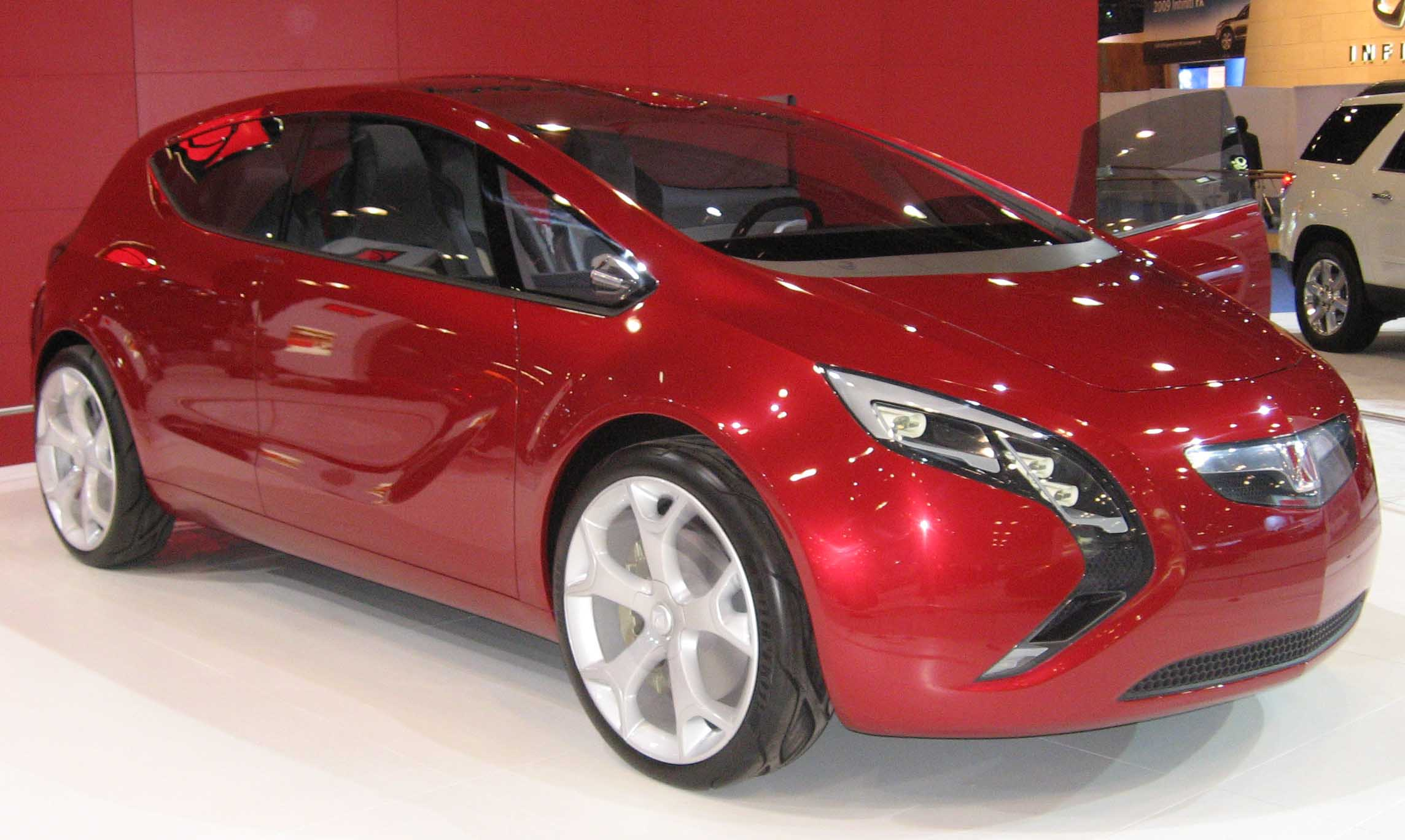
Saturn Flextreme на Автосалоне в Нью-Йорке в 2008 году

Первым компактным полноприводным универсалом стал Saturn Vue, запущенный в производство в 2002 году. В 2003 году на замену морально устаревшему S-Series пришёл Saturn Ion. В 2005 году начались продажи минивэна Relay. В этом же году было прекращено производство L-Series. Родстер Saturn Sky был представлен публике в 2006 году. В 2007 году седан Aura добрался до дилеров, вместе с Outlook, более просторным кроссовером, нежели его предшественник Vue. На Североамериканском международном автосалоне 2008 года Saturn привезла концепт-кар Flextreme.
2 декабря 2008 года на заседании Конгресса США представители General Motors заявили о своем намерении развивать и поддерживать 4 основные бренда (Chevrolet, Cadillac, Buick, GMC), при этом отказавшись от Saturn, Pontiac, Hummer и Saab. В феврале 2009 года GM сообщил о решении расстаться с маркой. В июне этого же года концерн объявил о возможности продажи Saturn группе компаний Penske. 30 сентября 2009 года переговоры о продаже зашли в тупик.
В перспективе не исключается что бренд «Saturn» может быть восстановлен.

## Модельный ряд
| Модель          | Класс                             | Годы выпуска |
| --------------- | --------------------------------- | ------------ |
| Saturn S-Series | компактный седан и купе           | 1991—2002    |
| Saturn S-Series | универсал                         | 1993—2001    |
| Saturn L-Series | седан и универсал                 | 2000—2005    |
| Saturn Vue      | компактный кроссовер              | 2002—2009    |
| Saturn Ion      | седан и купе                      | 2003—2007    |
| Saturn Relay    | минивэн                           | 2005—2007    |
| Saturn Sky      | родстер                           | 2007—2009    |
| EV1             | электромобиль                     | 1996—2001    |
| Saturn Outlook  | кроссовер                         | 2007—2010    |
| Saturn Aura     | седан                             | 2007—2009    |
| Saturn Astra    | компактный 3- и 5-дверный хетчбэк | 2008—2009    |

### Концепт-кары
- Saturn Prototype (1984)
- Saturn Prototype (1988)
- Saturn CV1 (2000)
- Saturn Curve (2005)
- Saturn Flextreme (2008)